# Systolema hayati
Systolema hayati is een vliesvleugelig insect uit de familie van deEurytomidae. De wetenschappelijke naam werd voor het eerst geldig gepubliceerd in 1994 door T. C. Narendran.